# Kriegsgräberstätte Hürtgen

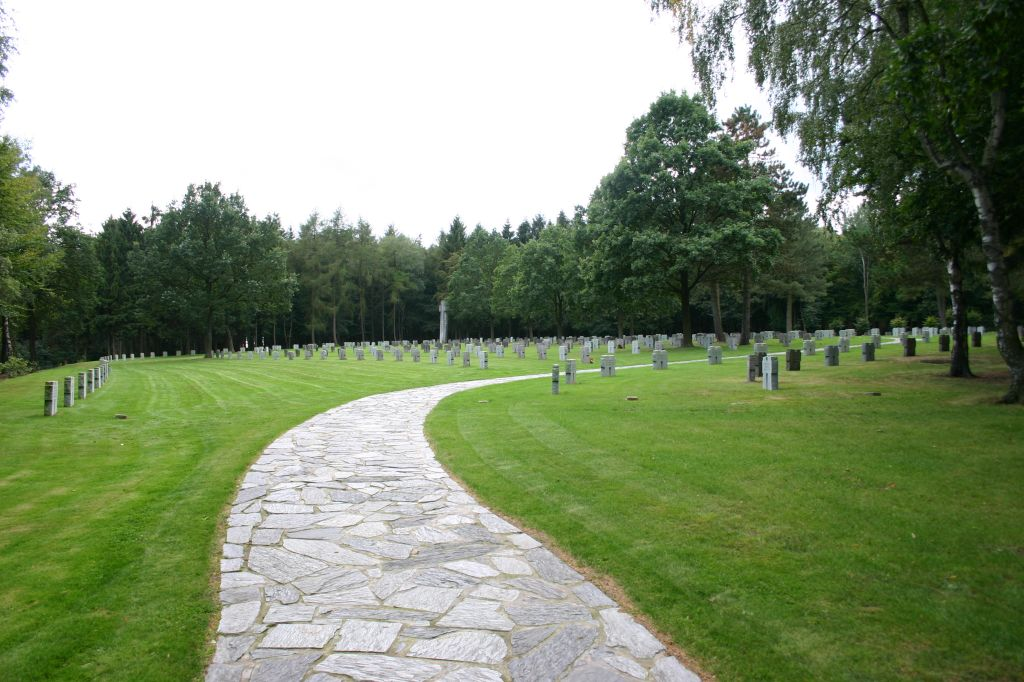
Kriegsgräberstätte Hürtgen

Die Kriegsgräberstätte Hürtgen in Hürtgen ist eine von zwei Kriegsgräberstätten im Hürtgenwald.

## Geschichte
In dem Bereich der Nordeifel, in dem die beiden Kriegsgräberstätten liegen, tobte im Zweiten Weltkrieg die Allerseelenschlacht, bei der sowohl auf deutscher wie auch auf amerikanischer Seite viele Kriegstote zu beklagen waren.
Auf beiden Friedhöfen, hier und auf der Kriegsgräberstätte Vossenack, wurden nicht nur die bei den Kämpfen im Hürtgenwald gefallenen Soldaten, sondern auch die Gefallenen aus der Umgebung beigesetzt. Sie waren von vielen Freiwilligen, unter ihnen der ehemalige Pionierhauptmann Julius Erasmus, geborgen worden.

## Die Kriegsgräberstätte
Der Friedhof liegt etwa 0,5 km außerhalb von Hürtgen direkt an der Bundesstraße 399.
Der Soldatenfriedhof Hürtgen wurde zwischen 1950 und 1952 vom Volksbund Deutsche Kriegsgräberfürsorge errichtet. Geplant wurde der Friedhof vom  Gartenarchitekten Carl Ludwig Schreiber aus Aachen. Auf den Gräbern wurden die sogenannten „Kameradenkreuze“ errichtet. Hierbei handelt es sich um Doppelkreuze. Die Doppelreihen der Gräber richten sich alle auf das Hochkreuz aus.
Auf der Kriegsgräberstätte Hürtgen sind 2997 Tote begraben, wovon 524 nicht identifiziert werden konnten. Ein Denkmal erinnert an Friedrich Lengfeld.
Anfang Oktober 2021 kam es durch Unbekannte zu Vandalismus auf der Gedenkstätte.

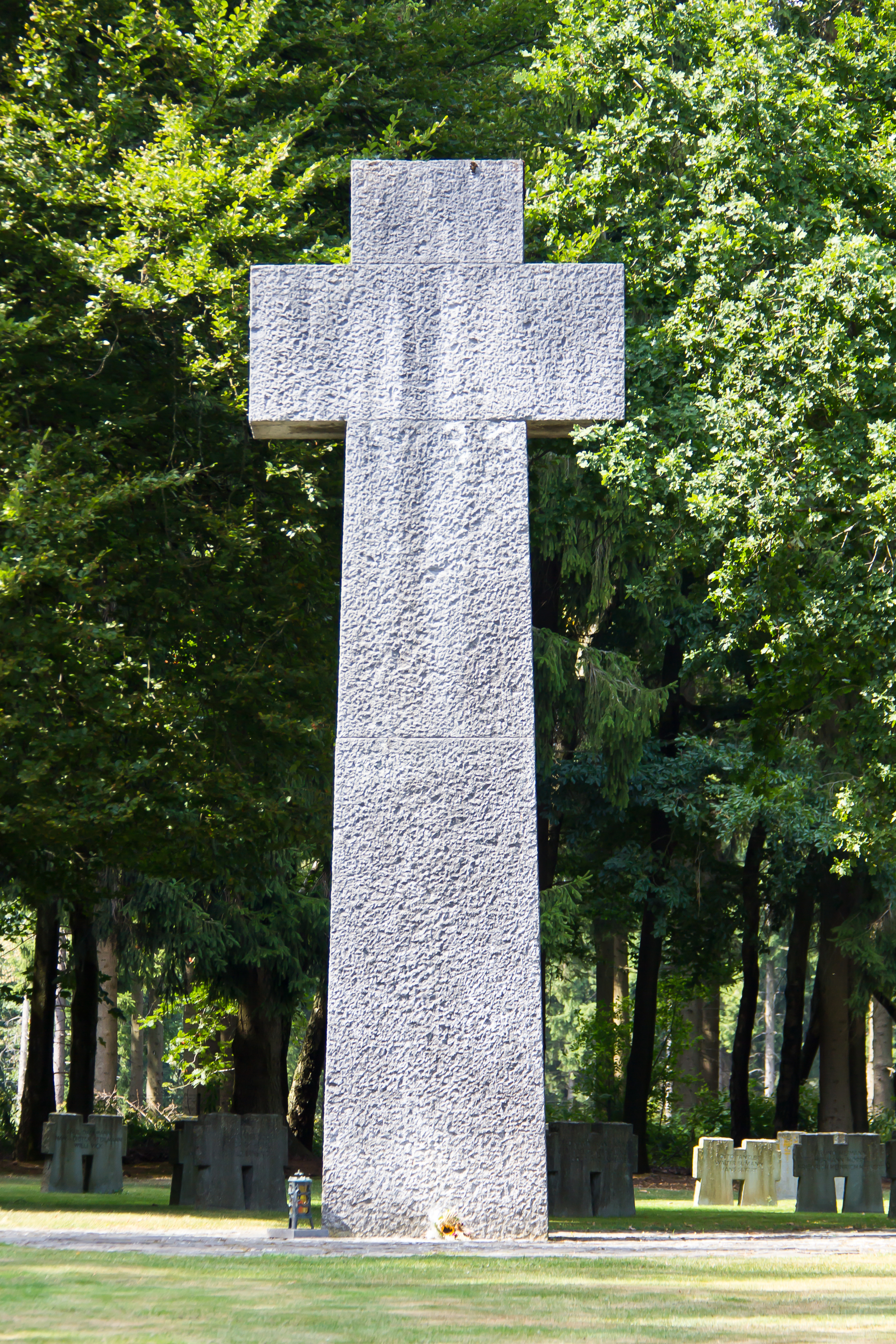
Hochkreuz
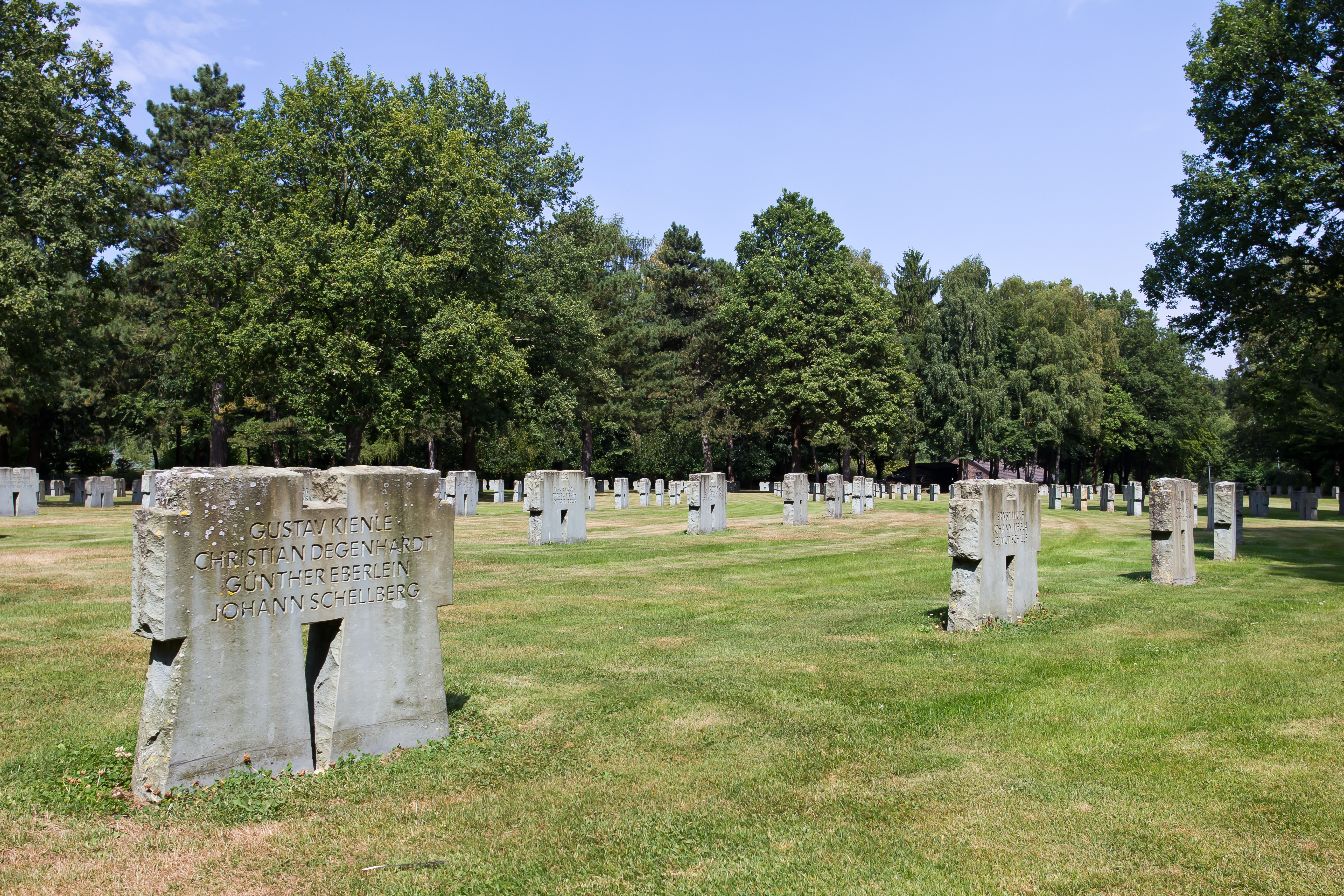
Gesamtblick
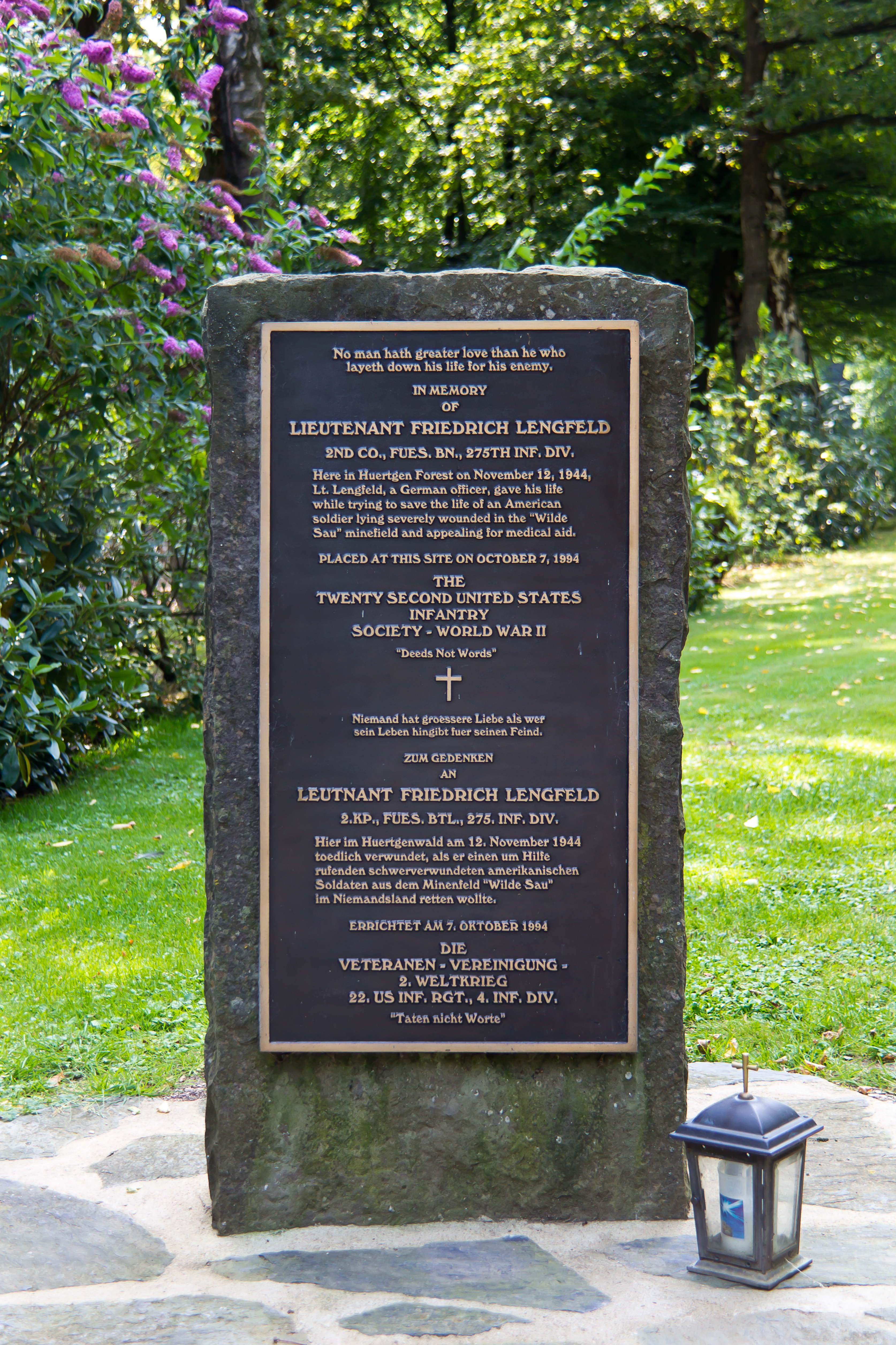
Gedenkstein Friedrich Lengfeld